# 금천초등학교 (경북)
금천초등학교는 대한민국 경상북도 청도군 금천면에 있는 공립 초등학교이다.

## 학교 연혁
- 1906.12.29 사립 신명학교 인가
- 1919.06.02 금천공립보통학교 개교
- 1941.04.01 금천국민학교로 교명 변경
- 1981.03.01 금천국민학교 병설유치원 개원
- 1990.03.01 임호국민학교 분교로 격하(본교 소속)
- 1995.03.01 임호분교 폐교
- 1996.03.01 금천초등학교로 교명 변경
- 2008.03.01 경상북도교육청 지정 시범 "방과후 학교"
- 2009.03.01 경상북도교육청 지정 교원능력개발평가 선도(시범)학교 지정
- 2010.03.01 경상북도교육청 지정 자율학교
- 2013.09.01 제39대 곽진수 교장 취임
- 2015.02.13 제95회 졸업식(졸업생수 5,506명)
- 2015.03.01 방지초등학교와 동곡초등학교를 통합하고, 방지초등학교문명분교장을 금천초등학교문명분교장으로 병합.

## 분교 및 병설유치원
- 금천초등학교병설유치원(교직원: 1명, 학생: 8명)
- 금천초등학교문명분교장(교직원: 5명, 학생: 9명)
  - 금천초등학교문명분교장병설유치원(교직원: 1명, 학생: 4명)

## 참고 자료
- 금천초등학교 - 한국교육학술정보원 학교알리미